# Dobytí Prudníku
Dobytí Prudníku bylo dobytí a vypálení města Prudník a okolních vesnic, ke kterému došlo při rejse na Slezsko 15. nebo 16. března 1428.
Po svém vítězství nad křižáky v roce 1427 zaútočili husité na Slezsko. Útok byl odvetou za pomoc poskytnutou slezskými knížaty křižákům, kteří zaútočili na Čechy v rámci třetí křížové výpravy.  Útok byl veden během obrovské ofenzivy v celé oblasti (Rakousko, Braniborsko, Sasko, Slezsko), ze kterých byly v rámci křížových výprav napadeny Čechy.
Táborité se utábořili před Dolní branou na východním předměstí Prudníku, které bylo později pojmenováno Tabory. Husité vyloupili a vypálili město a okolní vesnice (Dubovec přišel o všechny své obyvatele) a poté přes Hlucholazy zamířili do Nisy, kde porazili Slezská knížectví. Jimi zajaté měšťany vykoupil kníže Boleslav V Wołoszek, když uzavřel příměří s husity a ocitl se v politickém táboře svých nedávných odpůrců. Kníže Boleslav měl také na jaře 1430 obsadit město a hrad Prudník se svou armádou a nakládat s nimi jako s operační základnou při plánovaném útoku na biskupské Niské knížectví.
Vypálení Prudníku a okolí popisuje kniha Boží bojovníci od Andrzeje Sapkowského.